# Trifolieae
Trifolieae és una tribu que comprèn herbes, poques vegades arbusts. Les fulles són pinnades (rarament digitades) i compostes per 3 folíols; els nervis en general acaben en les dents. Els estams superiors estan lliures.
Hi ha només una espècie d'aquesta tribu cultivada amb fins decoratius, encara que alguns dels trèvols són molt ornamentals. Els millors són Trifolium Rubens, de color roig fosc; Trifolium elegans, rosat; Trifolium ochroleucum, blanc groguenc i Trifolium incarnatum, escarlata brillant.
El gènere Medicago té un notable poder de diversitat entre la forma de la beina en diferents espècies. Són espirals, semblants a una closca, i altres diversament esculpides o decorades amb espines, o molt senzilles.

## Gèneres
- Medicago
- Melilotus
- Ononis
- Parochetus
- Trifolium
- Trigonella